# راين (إيران)
راين (بالفارسية: راین) هي مدينة تقع في إيران في ناحية راين. راين هي مدينة تاريخية وسياحية في محافظة كرمان وتقع عند سفح جبل هزار. يقدر عدد سكانها بـ 9,623 نسمة .